# GSC Game World
GSC Game World – ukraińskie studio tworzące gry komputerowe z siedzibą w Kijowie, założone w 1995 roku.
Studio jest twórcą takich gier, jak Kozacy: Europejskie boje, American Conquest, Alexander oraz cyklu S.T.A.L.K.E.R. Przedsiębiorstwo jest również autorem silnika X-Ray Engine.

## Wyprodukowane gry
- 2001: Codename Outbreak
- 2001: Kozacy: Europejskie boje
- 2002: Kozacy: Sztuka wojny (dodatek)
- 2002: Kozacy: Powrót na wojnę (dodatek)
- 2003: Hover Ace
- 2003: American Conquest
- 2003: American Conquest: Odwet (dodatek)
- 2004: FireStarter
- 2004: Aleksander
- 2005: Kozacy II: Wojny napoleońskie
- 2006: Kozacy II: Bitwa o Europę (dodatek)
- 2006: American Conquest: Północ-Południe (dodatek)
- 2006: Heroes of Annihilated Empires
- 2007: S.T.A.L.K.E.R.: Cień Czarnobyla
- 2008: S.T.A.L.K.E.R.: Czyste Niebo
- 2009: S.T.A.L.K.E.R.: Zew Prypeci
- 2016: Kozacy 3
- 2024: S.T.A.L.K.E.R. 2[2]